# Mystacides sibiricus
Mystacides sibiricus là một loài Trichoptera trong họ Leptoceridae. Chúng phân bố ở miền Cổ bắc.